# Milton Queiroz da Paixão
Milton Queiroz da Paixão, conegut com a Tita, (1 d'abril de 1958) és un futbolista brasiler. Va disputar 31 partits amb la selecció del Brasil.

## Estadístiques
| Selecció del Brasil | Selecció del Brasil | Selecció del Brasil |
| Anys                | Partits             | Gols                |
| ------------------- | ------------------- | ------------------- |
| 1979                | 4                   | 2                   |
| 1980                | 3                   | 1                   |
| 1981                | 7                   | 2                   |
| 1982                | 0                   | 0                   |
| 1983                | 8                   | 1                   |
| 1984                | 2                   | 0                   |
| 1985                | 0                   | 0                   |
| 1986                | 0                   | 0                   |
| 1987                | 0                   | 0                   |
| 1988                | 0                   | 0                   |
| 1989                | 6                   | 0                   |
| 1990                | 1                   | 0                   |
| Total               | 31                  | 6                   |